# Дудко, Виктор Иванович
Ви́ктор Ива́нович Дудко́ (укр. Віктор Іванович Дудко; 12 декабря 1959, город Городня — 4 июня 2015, Киев) — советский и украинский литературовед, текстолог, шевченковед. Исследователь истории украинской литературы и журналистики второй половины XIX — начала XX века.

## Биография
Родился 12 декабря 1959 в городе Городня Черниговской области в семье Ивана Петровича Дудка — журналиста и краеведа. В 1982 году закончил Киевский университет имени Тараса Шевченко, факультет журналистики. В 1982—1985 годах работал корреспондентом областной молодёжной газеты Чернигова «Комсомольский закалка». Окончил аспирантуру Института мировой литературы имени А. М. Горького АН СССР, (Москва, 1989). Защитил диссертацию по теме «Эпистолярное наследие украинских писателей реалистов конца XIX — начала XX века в контексте украинской-российских литературных взаимосвязей». С 1989 года до конца жизни работал в Институте литературы НАН Украины.

## Труды
Среди его научных интересов были различные аспекты литературного источниковедения и текстологии — исследование текста, цензурные вопросы, атрибуция авторства, публикация источников и научный комментарий, углубленное изучение малоизвестных фигур литературного процесса. Каждая его научная работа — это, по сути, новое слово в исследуемом вопросе. Он автор более 300 статей, посвященных Михаилу Коцюбинскому, Павлу Грабовскому, Борису Гринченко, Пантелеймону Кулиш, Якову Щоголеву, Леониду Глебову, Павлу Чубинскому, Марко Вовчок, Владимиру Самийленко, Лесе Украинке, Ивану Франко и многим другим. Занимался источниковедческими исследованиями литературы и журналистики второй половины XIX — начала XX века. Выступал как публикатор и высококвалифицированный комментатор, который умел аргументировано объяснить «темные места» публикуемых документов, их контекстуальные связи с известными источниками. В частности, он разыскал и впервые напечатал, сопроводив комментариями, немало важных материалов по истории украинской культуры, которые сохраняются в архивах Украины, России и США. («Неопублікований лист І. К. Карпенка-Карого», «До літературної біографії Митрофана Александровича», «Полтавська громада початку 1860-х рр. у листах Дмитра Пильчикова до Василя Білозерського», «Павло Чубинський і Літературний фонд (1863 р.)»; «Проспект невиданого збірника Товариства дослідників української історії, письменства та мови у Ленінграді», «Статті для журналу „Основа“ (1861—1862)». Он также ввел в научный оборот ряд текстов украинских литераторов и журналистов, осуществив комментируемые републикации с труднодоступных для исследователей периодических изданий («До вивчення ранньої театральної критики Івана Кочерги», «Оповідання П. А. Грабовського в газеті „Сибирский листок“», «М. М. Коцюбинський і критик І. В. Іванов», «Забуті публікації Леоніда Глібова у газеті „Черниговские губернские ведомости“», «Перше передплатне оголошення редакції журналу „Основа“» та ін.).